# Міток (Ботошань)
Міток (рум. Mitoc) — село у повіті Ботошані в Румунії. Входить до складу комуни Міток.
Село розташоване на відстані 413 км на північ від Бухареста, 47 км на північний схід від Ботошань, 112 км на північ від Ясс.

## Населення
За даними перепису населення 2002 року у селі проживали 1400 осіб, з них 1398 осіб (99,9%) румунів. Рідною мовою 1399 осіб (99,9%) назвали румунську.